# Festival dei Due Mondi
El Festival dei Due Mondi, també conegut com a Festival de Spoleto, és un esdeveniment internacional de música, art, cultura i entreteniment que té lloc anualment a la ciutat de Spoleto (Itàlia), des de 1958.

## Història
El fundador del Festival dei Due Mondi de Spoleto és el mestre compositor Gian Carlo Menotti (mort el 2007), que va establir l'esdeveniment el 1958. Des de mitjans de la dècada de 1990 fins al 2007, el director artístic va ser el seu fill adoptiu Francis Menotti. Abans d'ell van dirigir el Festival Romolo Valli i Raffaello De Banfield. Del 2007 al 2020 el director artísticva ser el mestre Giorgio Ferrara.
Menotti va escollir Spoleto com a seu del festival per diferents motius: la mida d'un centre històric compacte (a escala humana), la presència dels dos teatres d'estil italià, el descobriment d'un teatre romà i sobretot la presència de la Piazza del Duomo, que arquitectònicament era un teatre a l'aire lliure silenciós, sense canvis al llarg del temps.
Hi ha participat artistes i personalitats dels sectors de l'art dramàtic, l'òpera, la dansa, les titelles, l'oratòria, la música, el cinema i la pintura. A la dècada de 1980 també es va establir la divulgació medico-científica Spoletoscienza, en la qual científics i investigadors participen en conferències.
A principis dels anys 2000, s'estaven desenvolupant friccions internes en la gestió financera i administrativa. El 29 de juny de 2007 va començar la 50a edició del Festival, la primera sense la presència del fundador Gian Carlo Menotti, que va morir uns mesos abans: per a l'ocasió la seva òpera Maria Golovin va tornar als escenaris.
A la tardor de 2007, el ministre de Patrimoni Cultural en funcions Francesco Rutelli, cridat a trobar una solució a les friccions internes, que ja duraven anys, en la gestió de la màquina del festival, va assignar a Giorgio Ferrara la tasca de rellançar l'esdeveniment i el va nomenar director artístic. Després, el 2020, Monique Veaute, antiga directora del Palazzo Grassi, va ser nomenada nova directora del Festival dei Due Mondi per a cinc anys.

## Característiques
Els esdeveniments del Festival es desenvolupen en diversos llocs:
- al Teatro Nuovo Gian Carlo Menotti es representen majoritàriament òperes i actuacions en prosa
- el Teatro Caio Melisso és la seu de concerts i espectacles teatrals;
- el Teatre Romà de Spoleto és l'escenari del ballet;
- el Teatrino delle sei acull espectacles d'avantguarda, dansa moderna, exposicions, instal·lacions, actuacions i concerts;
- el Conjunt Monumental de San Nicolò acull conferències, espectacles i concerts;
- el pati de la fortalesa d'Albornoz és l'escenari de concerts i espectacles teatrals;
- la Piazza del Duomo és l'escenari de la Dance Marathon i la gala i els concerts de cloenda;
- l''Església de Santa Eufemia (Spoleto), acull concerts nocturns de música sacra
- l'Auditori della Stella, dins del Complex d'Amfiteatre Monumental, és la seu de concerts, conferències i lectures;
- A Spoletosfera s'hi fan espectacles, conferències, recitals, exposicions d'art, happenings, instal·lacions, performances i concerts;
- Villa Redenta acull actuacions de prosa, concerts i exposicions;
- A la Sala Pegasus s'hi fan concerts, exposicions, instal·lacions.

De fet, el Festival dei Due Mondi és el pare i mentor d'altres dos esdeveniments similars que tenen lloc a l'estranger: el Spoleto Festival USA (normalment anomenat Piccolo Spoleto Festival) a Charleston (Carolina del Sud), fundat el 1977, i el Melbourne International Arts Festival australià, fundat el 1986. Tots dos esdeveniments van tenir entre els seus fundadors el mateix mestre Gian Carlo Menotti, que també en va ser director artístic durant disset i tres anys, respectivament. Les edicions estrangeres no són rèpliques de les italianes, ni depenen de la mateixa administració que l'edició italiana.
El Festival sol tenir lloc des de l'últim divendres de juny fins al tercer diumenge següent, que cau a mitjans de juliol i acaba amb el tradicional concert a la Piazza del Duomo, en el qual, any rere any, actuant les orquestres filharmòniques més prestigioses del món.
La durada total és normalment de disset dies.

## Gent vinculada al festival
Era "Menotti" (1958-2007)
| - Tennessee Williams - Jerome Robbins - John Butler (coreògraf) - Luchino Visconti - Luca Ronconi - Paolo Terni - Tomas Milian - Eduardo De Filippo - Rudolf Nurejev - Carla Fracci - Thomas Schippers (les cendres del qual estan enterrades a la plaça de la catedral de Spoleto, on va dirigir molts concerts de cloenda del Festival) - Romolo Valli - Ken Russell - Nino Rota | - Roman Polański - Ezra Pound - Vittorio Gassman - Arnoldo Foà - Luciano Pavarotti - Joaquín Cortés - Kathleen Battle - Dario Fo e Franca Rame - Bartabas - Mariangela Melato - Leyla Gencer - Maria Rosaria Omaggio |

Un dels primers esdeveniments importants va ser l'exposició «Escultures a la ciutat» que va ser comissariada per Giovanni Carandente, que es va programar en l'edició de 1962; per a l'ocasió, més de cinquanta escultors van ser convidats a exposar. Un cop acabada l'exposició, algunes de les obres exposades van ser donades pels autors a la ciutat i deixades al seu emplaçament original; entre ells el Teodelapio d'Alexandre Calder (davant l'estació de ferrocarril).

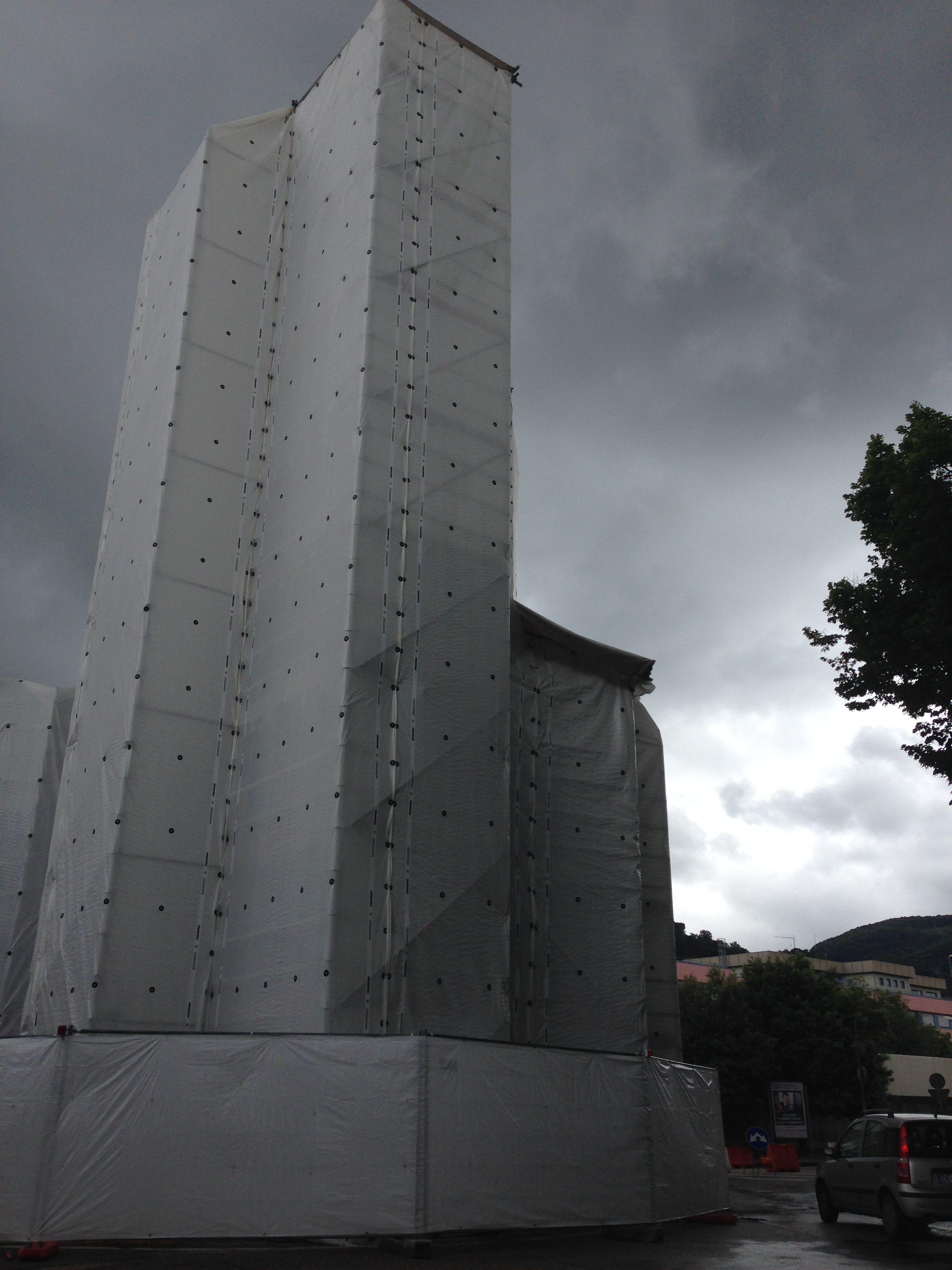
El famós Teodelapio d'Alexandre Calder

A l'edició de 1969 es va estrenar l'espectacle Orlando Furioso del llavors director emergent Luca Ronconi (a l'església de San Nicolò, recentment restaurada).
Una altra exposició destacada va ser l'exposició fotogràfica dedicada a Wilhelm von Gloeden El llegat de Von Gloeden, en l'edició de 1978.
Entre els actes més destacats de les edicions de la dècada de 1990, hi ha les estrenes de Camper, de i amb Vittorio Gassman, l'any 1994 i de l'espectacle Pasion Gitana del ballarí de flamenc Joaquín Cortés, l'any 1995; l'espectacle de claqué Tap Dogs de l'australià Dein Perry a l'edició de 1996; el Concerto Straordinario de Luciano Pavarotti. el 1997; l'espectacle Eclipse del Teatro Equestre Zingarò de Bartabas presentat en exclusiva per a Itàlia el 1999, i l'espectacle La Ruota della Fortuna dels monjos guerrers Xaolin programat a l'edició de l'any 2000.

## Era Ferrara (2008 - present)
| - Franca Valeri - Robert Wilson - Adriana Asti - Tim Robbins - Willem Dafoe - Gérard Depardieu - Mikhail Baryshnikov - Riccardo Muti - Lucrezia Lante della Rovere - Eleonora Abbagnato - Sara Baras - Juliette Grecò | - Alessio Boni - Lorenzo Salveti - Valerio Binasco - Michele Placido - Jeff Mills - Antonio Pappano - Stefano Bollani - Roberto Bolle - Emma Dante - Liliana Cavani - Marion Cotillard |

## Centre de documentació del festival
La casa de Giancarlo Menotti a Spoleto, situada a la Piazza del Duomo, va ser comprada l'any 2010 per la Fundació Monini, i es va convertir en la seu del Centre de Documentació del Festival dei Due Mondi: és un petit museu anomenat Casa Menotti d'aproximadament 160 m² inaugurat el juny de 2011 i gestionat per la Fundació Monini amb la col·laboració de l'ajuntament de Spoleto i la Fundació Festival dei Due Mondi. A l'interior, a més del piano del mestre Menotti, es conserven els cartells, signats per artistes il·lustres, que han caracteritzat les diferents edicions del Festival des de 1958:
- 1958 Luciano Miori
- 1959 Luciano Miori
- 1960 Estudi tipopolitogràfic artístic Antonio Minelli. Reproducció del cartell imprès l'any 1864 per a la inauguració del Teatre Nuovo.
- 1961 Raffaele Josephy
- 1962 Marino Marini
- 1963 Lila De Nobili
- 1964 Luciano Miori
- 1965 Ben Shahn
- 1966 Eugene Berman
- 1967 Richard Lindner
- 1968 Robert Motherwell
- 1969 Saul Steinberg
- 1970 Giacomo Manzù
- 1971 Giuseppe Capogrossi
- 1972 Helen Frankenthaler
- 1973 Alberto Burri
- 1974 Willem De Kooning
- 1975 Afro
- 1976 David Horkney
- 1977 Jean Michel Folon
- 1978 Giuseppe De Gregorio
- 1979 Pietro Consagra
- 1980 Cy Twombly
- 1981 Joan Miró
- 1982 Henry Moore
- 1983 Mario Ceroli
- 1984 Leonardo Cremonini
- 1985 Jasper Johns
- 1986 Sidney Nolan
- 1987 Emilio Vedova
- 1989 Carlo Maria Mariani
- 1990 Rufino Tamayo
- 1997 Valerio Adami
- 1998 Niki de Saint Phalle
- 1999 Matta
- 2000 Milena Barilli
- 2001 Balthus
- 2002 Lila De Nobili
- 2003 Odd Nerdrum
- 2004 Pere Borrell del Caso
- 2005 Demetrios Psillos
- 2006 Igor Mitoraj
- 2007 Igor Mitoraj
- 2008 Eugenia Immagine Strategia
- 2009 Robert Wilson
- 2010 Francesco Clemente
- 2011 Luigi Ontani
- 2012 Julian Schnabel
- 2013 Sandro Chia
- 2014 Arshile Gorky
- 2015 Fernando Botero
- 2016 Maurizio Savini
- 2017 Anish Kapoor
- 2018 Fabrizio Ferri
- 2019 David LaChapelle
- 2020 Paolo Roversi
- 2021 Daniel Buren

## Galeria de personatges participants en el Festival

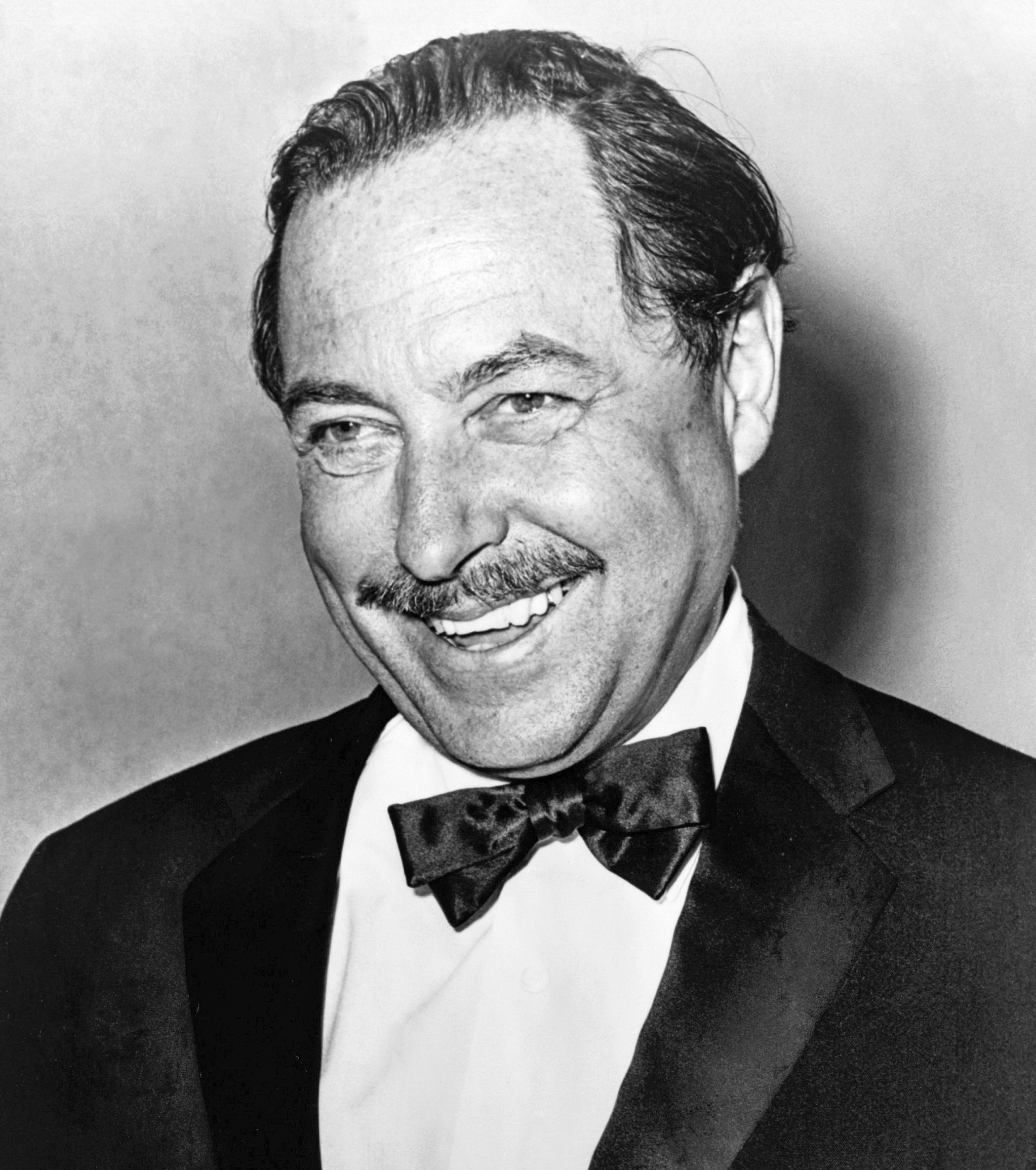
Tennessee Williams
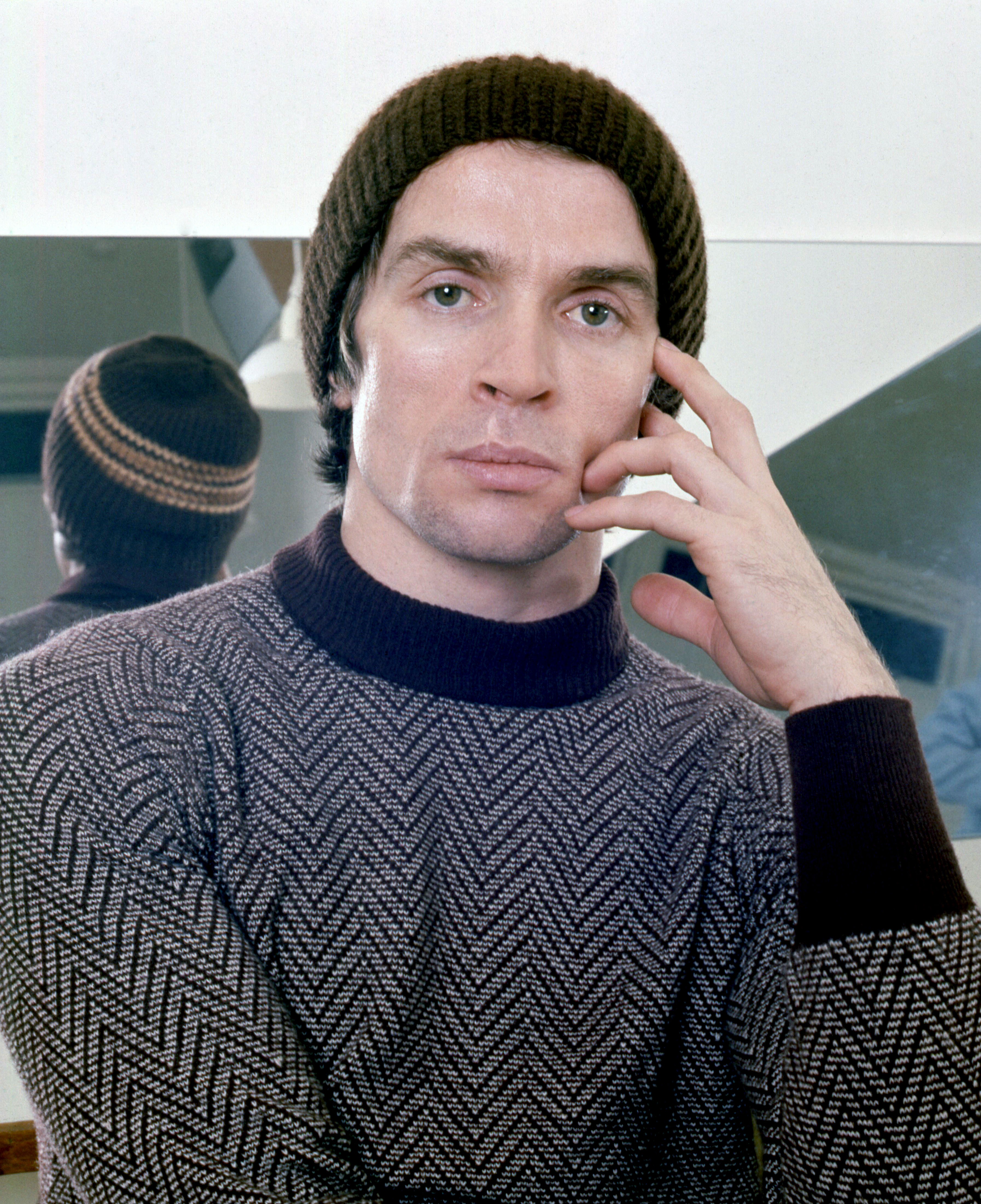
Rudolf Nureyev
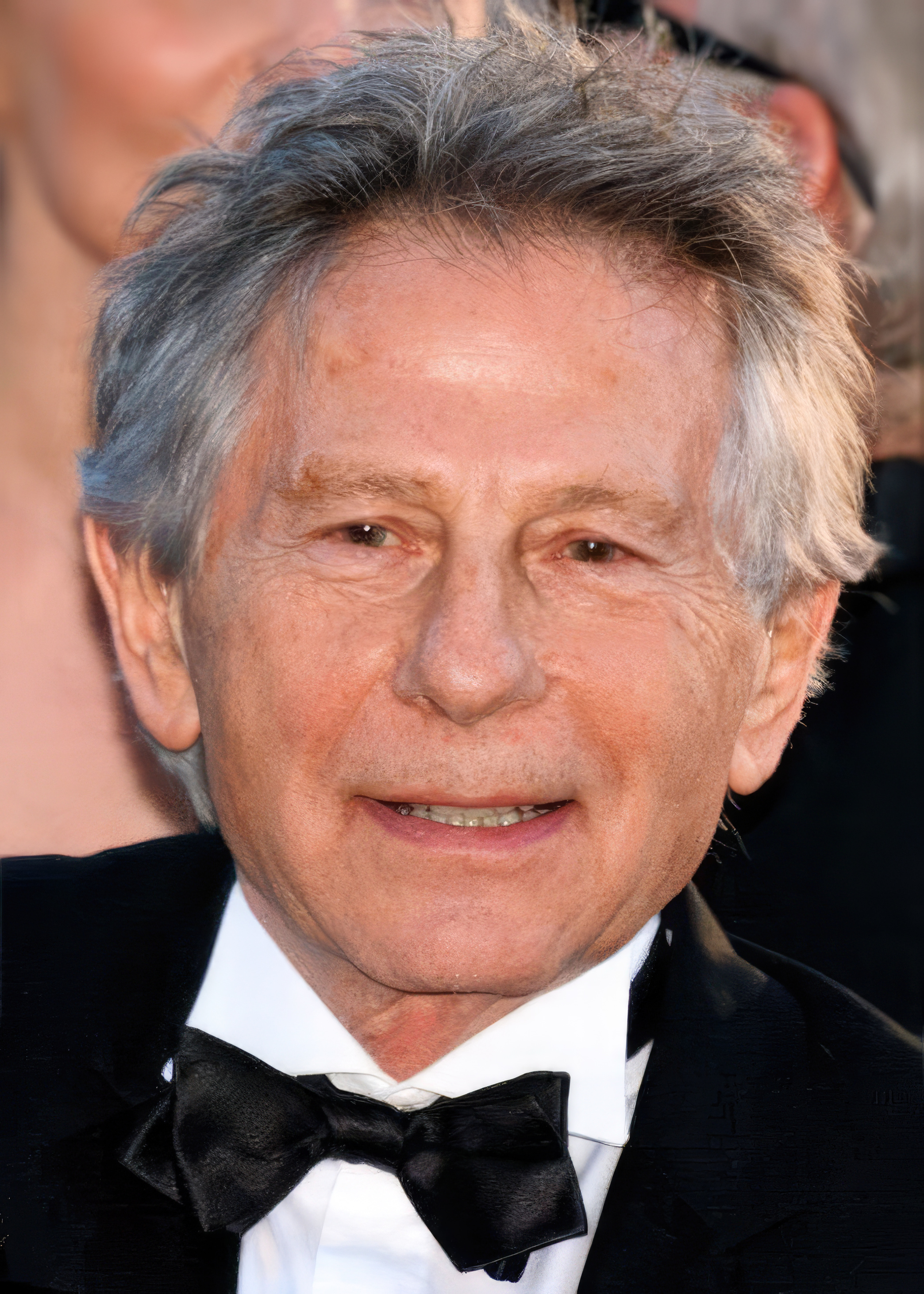
Roman Polanski
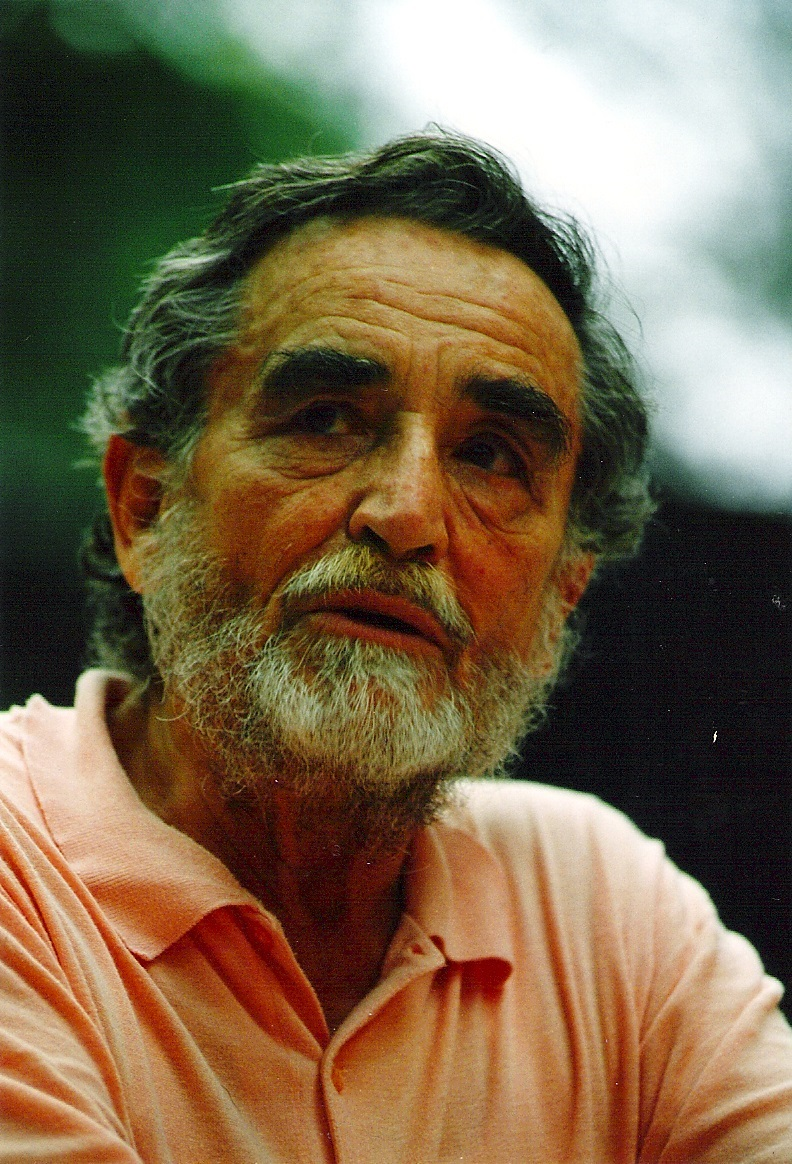
Vittorio Gassman
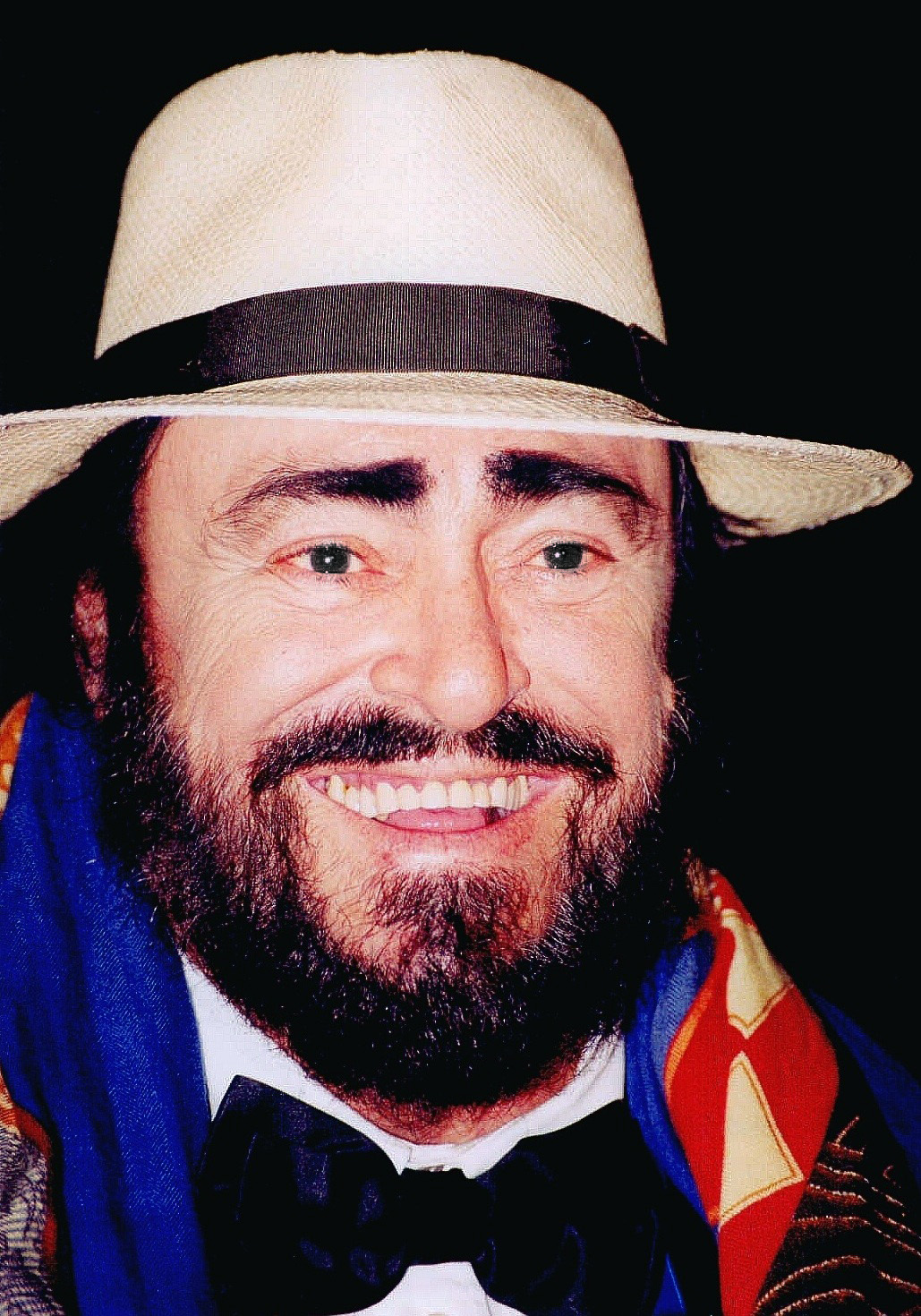
Luciano Pavarotti
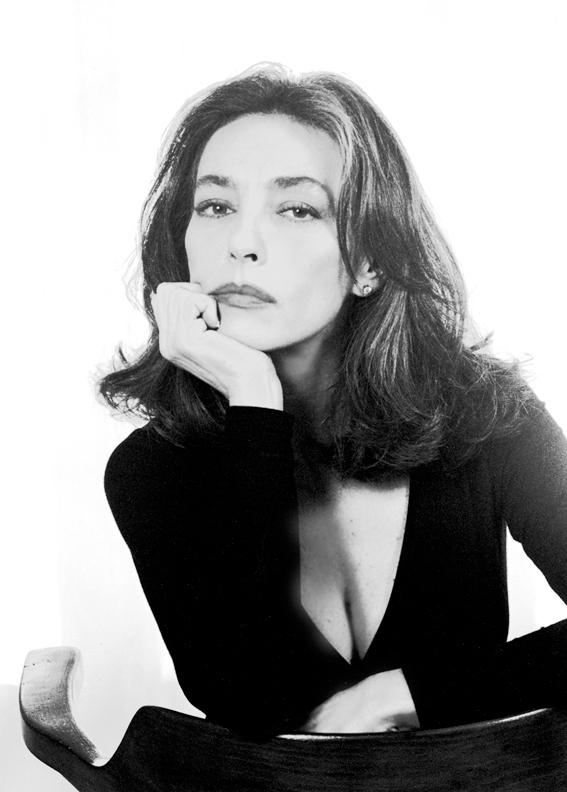
Maria Rosaria Omaggio
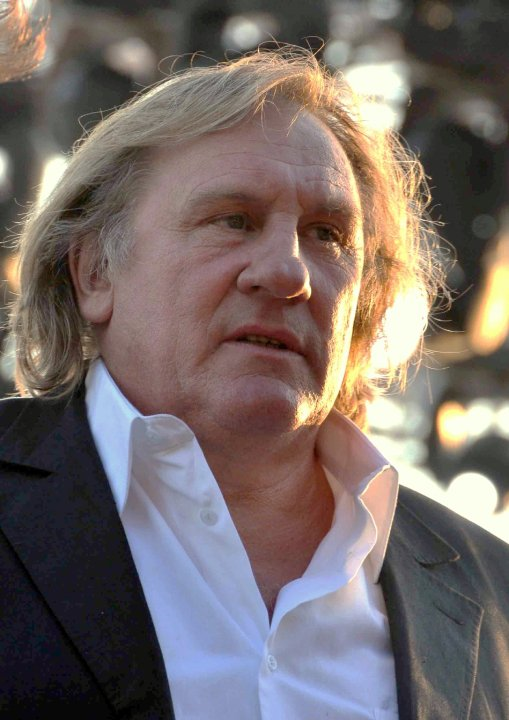
Gérard Depardieu
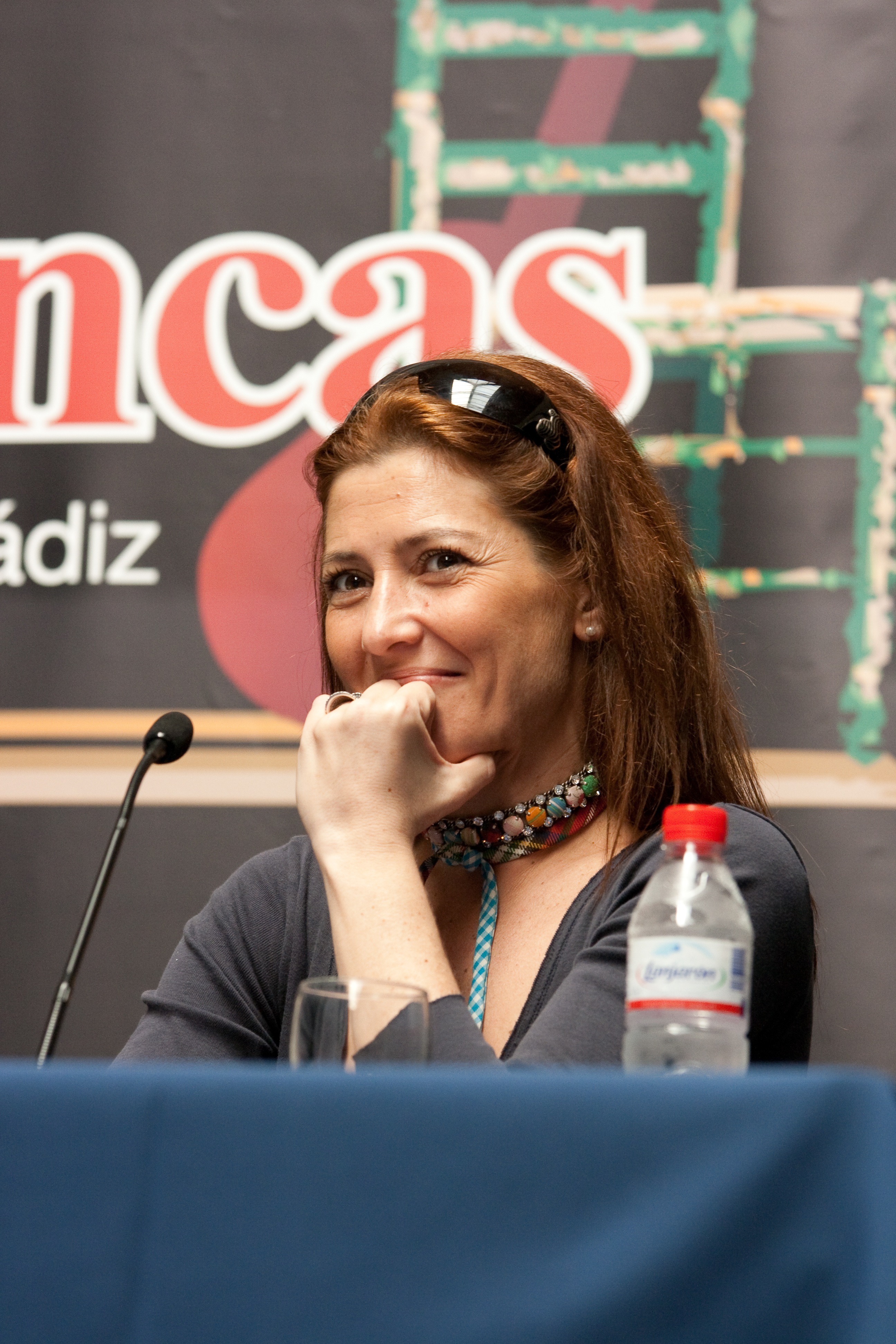
Sara Baras
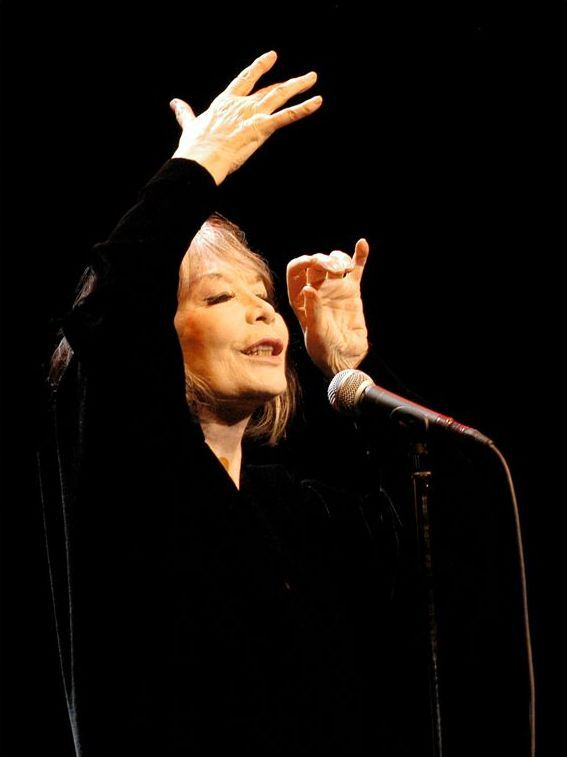
Juliette gréco
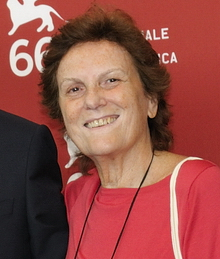
Liliana Cavani
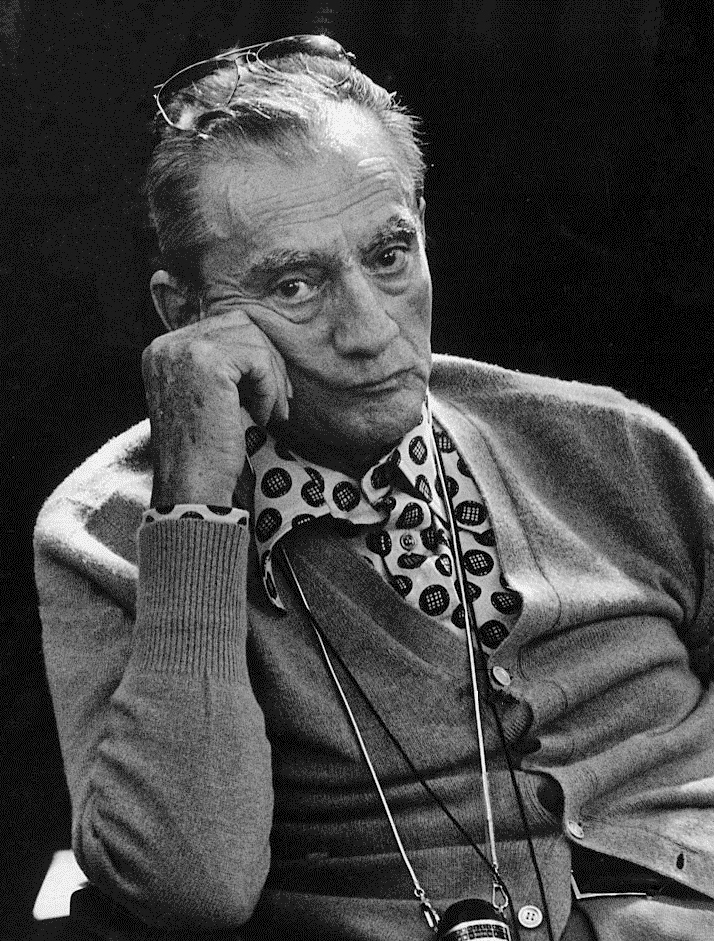
Luchino_Visconti
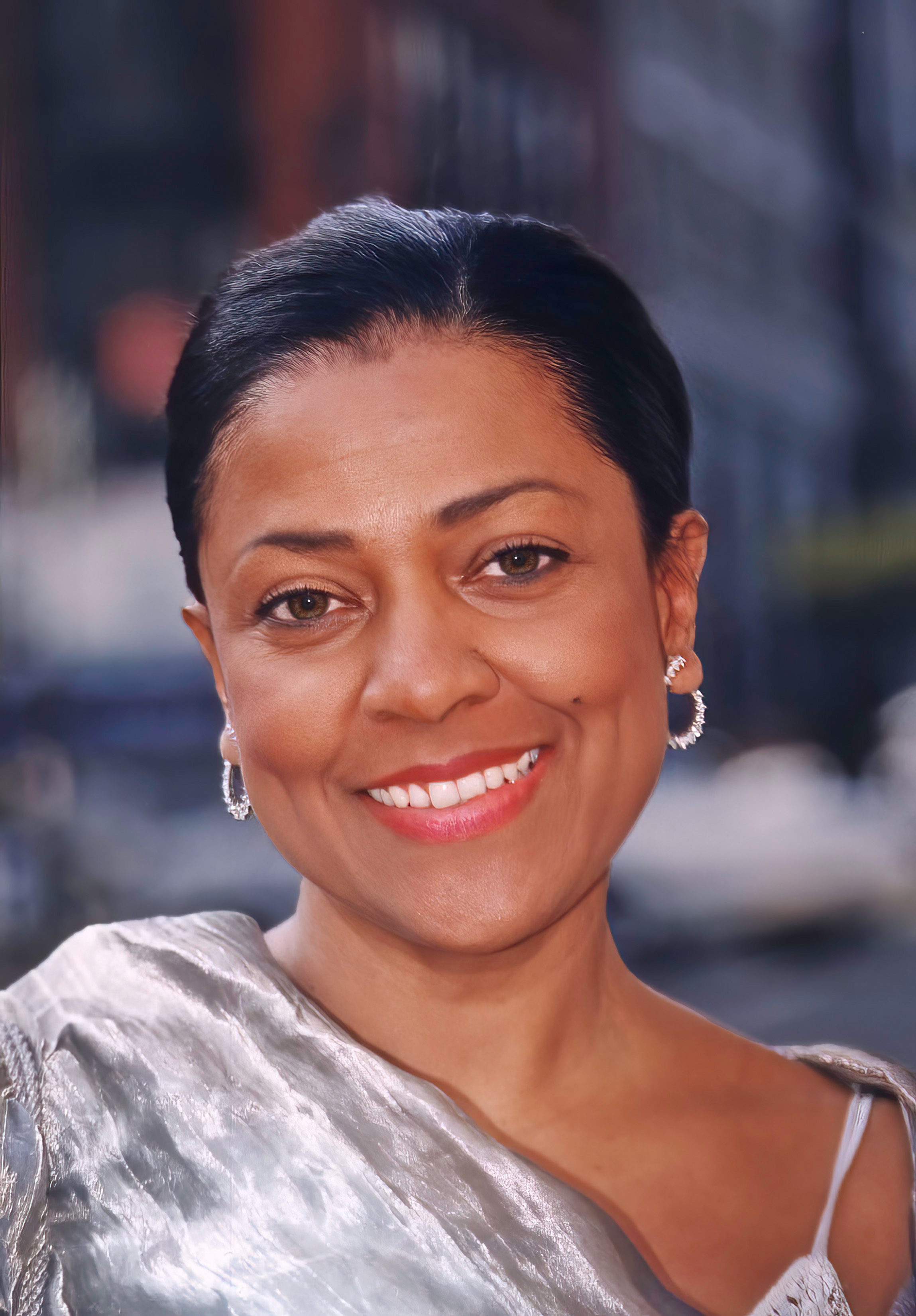
Kathleen Battle